# ويل جونسون (لاعب اتحاد الرغبي بريطاني)
ويل جونسون (بالإنجليزية: Will Johnson)‏ هو لاعب اتحاد الرغبي بريطاني، ولد في 18 مارس 1974 في سوليهل في المملكة المتحدة.

## وصلات خارجية
- ويل جونسون على موقع دوري الرغبي الممتاز (الإنجليزية)
- ويل جونسون على موقع ItsRugby.co.uk (الإنجليزية)